# Halominniza
Genre
Halominniza est un genre de pseudoscorpions de la famille des Olpiidae.

## Distribution
Les espèces de ce genre se rencontrent en Afrique du Nord, en Afrique de l'Est et au Proche-Orient.

## Liste des espèces
Selon Pseudoscorpions of the World (version 3.0) :
- Halominniza aegyptiaca (Ellingsen, 1910)
- Halominniza oromii Mahnert, 1997
- Halominniza parentorum Mahnert, 1975
- Halominniza taitii Mahnert, 2007

## Publication originale
- Mahnert, 1975 : Pseudoskorpione der Inset Reunion und von T.F.A.I. (Djibouti). Revue Suisse de Zoologie, vol. 82, no 3, p. 539-561 (texte intégral).